# Крыпката, Васко
Васил Георгиев, известный как Васко Крыпката и Erik The Patch, (6 июня 1959 г., София) — блюз-гитарист, певец и автор песен, фронтмен в софийской рок-группе «Подуене блус бенд». Играет на барабанах, губной гармошке и гитаре.

## Биография
Родился 6 июня 1959 года в Софии. Окончил техникум автотранспорта, по профессии автомеханик.
Васко Крыпката начал свою музыкальную карьеру в 80-х годах XX века, играя барабанщиком в группе «Parallel 42» в Скандинавии (1984—1986) и в группе «Старт» с Мими Иванова и Развигор Попов (1986—1989).
Венгерский фильм под названием «Плешивото куче» (с изображением группы «Хобо блус бенд») дает ему идею для будущей группы, а в сентябре 1989 года он создал группу «Подуене блус бенд», которая является одной из первых блюзовых групп в Болгарии.
С истинным чувством современных, нетрадиционных идей и остроумия в сочетании с точным последующим наблюдением за принципами ритма и блюза. На его песни влияет конец коммунистического режима.
Так Васко стал одним из самых популярных фигур в Болгарии в начале 90-х годов. Известные песни с первых дней группы «Бюрократ», «Солнечный берег Блюз» и «коммунизм ушел». Васко Крыпката во время празднования 100-летия ПФК Левски (София), 23 мая 2014 года.
Он участвовал во многих митингах, баррикад и других мероприятий с целью свержения коммунистического режима. Проводит туры в Болгарии и за рубежом, играя в тюрьме в Бухово, Национальном дворце культуры, крыша на площади «Гарибальди» в Софии, в подвале театра «Ла Страда», баррикада в Дупница, концерт приветствующий Билл Клинтон в Софии, проводит концерты для больных детей и детских домов, участвовал в шумных байкерских сборах, Super Blues Festival '95 с Бухареста хедлайнер Джон Мейолл играет с крыши движущегося автобуса «Фестивала на Таратайката» в г. Пловдив Blues Fest участвовал в Бургасе, пивные фестивали в Софии и др., в пивном Heineken в Amsterdam в школе для дипломатов в Бонне, в тюрьме в Кельне, в Jazzgalerie Bonn и Jazz House Kansas City, Buddy Guy’s Leggents — Chicago.
Васко Крыпката ежегодно организовывает фестиваль «Цвете за Гошо», посвящённый Георгию Минчеву и Sofia Blues Meeting, весенне-осенний блюз фестиваль в Софии, а с 2015 организовал Благоевград Blues&Jazz. В 2009 году, Хед-лайнер фестиваля «Blues Goes East» в Карлсруе, 2014 CLUJ BLUES FEST и DANUBE JAZZ&BLUES в Румынии. Васко Крыпката ведет радиошоу для блюз музыки «Поехали, это блюз» первое радио Mila Gold, а затем на радио Star FM. Передача была остановлена в 2010 году, является ведущим Крыпката также ТВ-шоу с одноимённым названием на СКАТ ТВ, который приглашает и представляет молодых рок-блюзовых музыкантов и групп. Передача транслируется в прямом эфире из студии СКАТ в Софии каждый четверг в 22:30. В 2010 году он выпустил альбом «Эмигранты», тема которого — духовная и физическая эмиграция.

## Альбомы
- 1990 «Комунизмът си отива», (Аудио кассета, альбом) — Lazarov Records, Unison RTM)
- 1991 «Кучето на крайния квартал», (CD и Аудио кассета, альбом) — (Fortex, Unison RTM)
- 1994 «Нека бъде светлина», (Аудио кассета, альбом) — (Andia Music)
- 1995 «От Миссисипи до Перловец», (Аудио касета, альбом) — (DS Music)
- 1996 «Има бира — Live», (Аудио кассета, альбом) — (BUL Music)
- 1998 «Ден след ден» (CD и Аудио касета, альбом) — (Орфей Мюзик)
- 1999 «Подуене Блус Бенд на живо в клуб Ла Страда», (CD, альбом) — (Таратайка)
- 2000 «10 години купонът продължава», (Аудио кассета, альбом) — (Едита)
- 2002 «Песните на Васко Кръпката», (CD, альбом) — (Таратайка)
- 2003 «Нощни пеперуди», (CD, альбом) — (Васко Крыпката и студия «Графити»)
- 2006 «Лулата на мира», (CD, альбом) — (Васко Крыпката и студия «Графити»)
- 2006 «Acoustic (двойной диск)», Васко Крыпката
- 2006 Acoustic DVD, Васко Крыпката
- 2010 «Емигранти»
- 2010 Кръпкопойка, изд. Фабер, ISBN 9789544002909. Сборный альбом с текстом и аккордами
- 2011 «Horrenberg Live» (CD) — Dielheim — Horrenberg Music Schule Germany
- 2013 «Няма връщане назад» — саундтрек к фильму Кирил Станков — «Джулай»
- 2014 «Карай да върви това е Блус» — избранные песни — Васко Крыпката
- 2015 «Пътят» — Васко Крыпката

С «Подуене блус бенд»:
1993 — «Страхът на гаргите», (CD — Unison RTM)